# Danemark au Concours Eurovision de la chanson junior
Le Danemark participe au Concours Eurovision de la chanson junior pour la première fois en 2003 et sa dernière participation remonte à 2005.
Lors de ses trois participations, le Danemark sélection son représentant à travers de l'émission MGP.

## Représentants
| Année                | Artiste          | Chanson           | Langue          | Traduction du titre    | Place | Points |
| -------------------- | ---------------- | ----------------- | --------------- | ---------------------- | ----- | ------ |
| 2003                 | Anne Gaadegard   | Arabiens drøm     | Danois          | Rêves d'Arabie         | 05    | 93     |
| 2004                 | Cool Kids        | Pigen er min      | Danois          | Cette fille est à moi  | 05    | 116    |
| 2005                 | Nicolai Kielsrup | Shake shake shake | Danois, anglais | Secoue, secoue, secoue | 04    | 121    |
| Retrait depuis 2006. |                  |                   |                 |                        |       |        |

- Première place
- Deuxième place
- Troisième place
- Dernière place
- Danemark organisateurs